# Древченко Петро Семенович
Петро Семенович Древченко (Древкін, Дриґавка; * 1863 року на Полтавщині — † 1934) — кобзар.

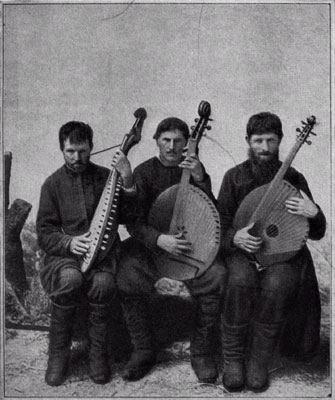
Кобзарі Михайло Кравченко, Терешко Пархоменко і Петро Древченко

## Життєпис
Народився 1863 року на Полтавщині у сім'ї поміщицьких дворових. Із дванадцяти років жив у Харкові, в районі Залютине. У тринадцять років перехворів на віспу і втратив зір. Із чотирнадцяти років пішов у навчання до кобзаря Гната Гончаренка. Навчався чотири роки. У вісімнадцять років отримав дозвіл на самостійне кобзарювання. Із двадцяти років одружений. «Петр Семенович Древченко во многом напоминаєт своєго учителя (…) Обладает он превосходным баритоном і чудно поет. О его пении высокого мнения и учитель его Гончаренко», — писав Є. Крист. П. Древченко мав непосидючий характер, за що отримав прізвисько «Дриґавка». Багато подорожував. У середовищі кобзарів вважався ерудованим співцем і користувався заслуженою повагою. Відносився до «знаючих» кобзарів, йому належить одна з великих оповідей про Вустинські книги. Кобзарював «на пару» із лірником та стихівничим Іваном Зозулею. Учасник кобзарського концерту на ХІІ Археологічному з'їзді у Харкові. За свідченням Г. Ткаченка, зростанню популярності П. Древченка у пожовтневий час сприяв його виступ 24 грудня 1922 року у соціальному музеї ім. Артема на урочистому святкуванні 200-річчя від дня народження Григорія Сковороди. Його грою захоплювався М. Лисенко і хотів його бачити серед викладачів музично-драматичної школи у Києві. «Для цього він з 1907 року проводить роботу, але справа чомусь розбилась», — писав Ф. Колесса. За свідченням дослідника, у П. Древченка визначалися риси «концертного кобзаря», але, на відміну від І. Кучеренка, його рецитації завжди зберігали давню основу.
У пожовтневий час, П. Древченко займав активну громадянську позицію і нерідко виступав на захист кобзарського права вільно співати «просто неба». Разом із кобзарями П. Гащенком, С. Пасюгою, Г. Цибком став одним із творців думи «Про військо червоне». Георгій Ткаченко вважав Петра Древченка своїм учителем. Кобзар зазнав переслідувань від карних органів. Наприкінці 20-х років був ще живим. Обставини і дата смерті невідомі.

### Репертуар
В репертуарі Древченка були 2 думи: «Олексій Попович» та «Бідна вдова і три сини». Брав участь у створені першої радянської думи.